# Тихоокеанський інститут
Тихоокеанський інститут дослідження розвитку довкілля та безпеки (англ. Pacific Institute for Studies in Development, Environment, and Security) — американський неприбутковий науково-дослідний інститут, створений у 1987 році для проведення незалежних досліджень та аналізу політики щодо питань розвитку довкілля та безпеки, з особливим акцентом на глобальні та регіональні проблеми у сфері прісної води. Він розташований у місті Окленд, штат Каліфорнія (США).

## Історія
Основна увага Інституту полягає в пошуку шляхів вирішення таких проблем, як питання раціонального водокористування та управління попитом, забруднення довкілля, екологічні конфлікти, глобальна зміна клімату та екологічний тероризм. Місія Інституту полягає в тому, щоб "проводити міждисциплінарні дослідження та співпрацювати з зацікавленими сторонами для вироблення рішень, які сприяють охороні довкілля, економічного розвитку та соціальної справедливості в Каліфорнії, на національному та міжнародному рівнях".
З моменту свого заснування співробітники інституту проаналізували наукові та політичні питання, опублікували статті та надавали спільні, практичні семінари та брифінги щодо води, клімату, енергетики, екологічної безпеки, глобалізації тощо, з особливим акцентом на питаннях у гідрологічних науках, водному господарстві та водній політиці. Його міждисциплінарний підхід застосовується до питань ресурсів, стратегій залучення громад та економічної глобалізації, а також спрямований на неправильне використання та зловживання наукою в контексті політики. Інститут також працював над новим мисленням щодо управління та використання стійких водних ресурсів. У 2011 році Інститут був удостоєний першої водної премії США. Дослідники Інституту також визначили концепцію пікової води. Найбільш відома публікація Інституту Світ води: дворічний звіт про ресурси прісних вод (опублікований "Island Press", Вашингтон). У 2012 році Інститут випустив нову книгу Політика у галузі водного господарства ХХІ століття (опублікована Oxford University Press).
Пітер Глік створив і керував інститутом з 1987 року до середини 2016 року. Він зараз є президентом-емеритом. Він є членом Національної академії наук MacArthur.

## Дослідження
Інститут дослідників у 2014 році застеріг, що відсутність води для поповнення у Солтон-Сі веде до "періоду дуже швидкого погіршення стану". При підвищеній усадці, пилові бурі будуть посилюватися, а запах гнилого яйця може потрапити до прибережних міст.

## Нагороди
- Премією за державні / інституційні інновації, Каліфорнійська міська рада з охорони водних ресурсів - 2015 рік.
- Нагорода "Найкращі екологічні досягнення" за захист та відновлення прісноводних вод, Фонд "Екологія зараз" - 2007 рік.
- "Cassallany Award" за зразковий внесок у водні ресурси - 2009 рік.
- "Регіон 9" за екологічну майстерність від Агентства США з охорони довкілля - 2007 рік.
- Лауреат першої водної премії США - 2011 рік.
- Перша нагорода "Заохочення до життя" за збереження води за програмою Нагороди з охорони води на Силіконовій долині - 2013.